# Younginiformes
Super-famille
Les Younginiformes forment un clade éteint de reptiles ayant vécu du Carbonifère supérieur jusqu'à l'Éocène, équivalent ou remplaçant l'ordre des Eosuchia.
Les Eosuchia étant devenus un taxon poubelle (fourre-tout) pour de nombreux reptiles primitifs diapsides de la fin du Carbonifère à l'Éocène et sans doute lointainement liés aux autres reptiles, Alfred Romer a proposé en 1947 de remplacer ce groupe par les Younginiformes, pour inclure les Younginidae et quelques rares familles similaires, allant du Permien au Trias.
Les Younginiformes (dont Acerosodontosaurus, Hovasaurus, Kenyasaurus, Tangasaurus, Thadeosaurus, Youngina et alia sensu Currie et d'autres chercheurs dans les années 1980) ne sont probablement pas un clade. Ce serait plutôt un grade de diapsides de l'Afrique du Sud du Permo-Trias qui ne sont pas plus étroitement apparentés les uns aux autres qu'ils ne le sont des autres reptiles.

## Taxons de rang inférieur
- † Tangasauridae
- † Younginidae

Liste des genres selon Paleobiology Database (5 oct. 2011) :
- Acerosodontosaurus
- Younginoidea